# Daniel Fritz (Schauspieler)
Daniel Fritz (bürgerlich Daniel Fritz Göller; * 16. Dezember 1984 in Hamburg) ist ein deutscher Schauspieler.

## Leben
Daniel Fritz wuchs als jüngeres von zwei Kindern in Norderstedt bei Hamburg auf. Nach seinem Abitur und geleistetem Zivildienst wurde er am Wiener Max Reinhardt Seminar ausgebildet, unter anderem von Karlheinz Hackl, Bernd Birkhahn und István Szabó. Bereits während seines Studiums (2005–2009) spielte er in zahlreichen Theaterproduktionen und wirkte in mehreren Kurzfilmen mit. Sein internationales Kino-Debüt gab er 2010 in dem Doku-Drama „The Real American – Joe McCarthy“ unter der Regie von Lutz Hachmeister. Der Film feierte international im Goethe-Institut in Los Angeles, national am Münchner Filmfest 2011 Premiere.
Daniel Fritz wird von der Agentur Fehrecke betreut; im englischsprachigen Raum wird er von Michelle Braidman Associates Ltd. repräsentiert.

## Filmografie
- 2009: Es ist spät (Kurzfilm), Regie: Marc Jago
- 2009: Hypertrophie (Kurzfilm), Regie: Alexandre Zaid
- 2010: The Real American – Joe McCarthy (Kino), Regie: Lutz Hachmeister
- 2011: Die Hütte (Kurzfilm), Regie: Alexandre Zaid
- 2012: Das Huhn und die Heuschrecke (Kurzfilm), Regie: Jan Heussner
- 2013–2018: Der Wald (Kino), Regie: Viktor Gasic
- 2015: Besser spät als nie (TV-Film), Regie: Christoph Schnee
- 2017: War Machine (Kino/Netflix), Regie: David Michôd
- 2017: Kindeswohl (The Children Act, Kino), Regie: Richard Eyre
- 2018: So weit das Meer, (TV-Film), Regie: Axel Barth
- 2019: Tatort: Zorn, Regie: Andreas Herzog
- seit 2021: Doktor Ballouz (Fernsehserie, ZDF)
- 2021: Heldt (Fernsehserie, Folge An’ne Bude)[2]
- 2021: Bettys Diagnose (Fernsehserie, Folge Kein Empfang)
- 2022: Rosamunde Pilcher: Die Elster und der Kapitän (Fernsehreihe)
- 2022: Das Traumschiff: Lappland (Fernsehreihe)[3]
- 2024: Lena Lorenz: Kreuz und queer (Fernsehreihe)
- 2025: Wilsberg: Über dem Gesetz (Fernsehreihe)

## Serien
- 2014–2015: Verbotene Liebe (ARD), Rolle: Per Mertens, Regie: diverse
- 2015: Mila (Sat.1), Rolle: Friedrich Scherz, Regie: Gudrun Scheerer
- 2016: SOKO Stuttgart (ZDF), Rolle: Hugo Stange, Regie: Michael Wenning
- 2016: SOKO Leipzig (ZDF), Rolle: Ansgar Armbruster, Regie: Oren Schmuckler
- 2016: Paranoid (Netflix/ITV), Rolle: Drover, Regie: John Duffy
- 2017: In aller Freundschaft – Die jungen Ärzte (ARD), Rolle: Michael Martin, Regie: Steffen Mahnert
- 2018: Wilsberg (ZDF), Rolle: Fuchs, Regie: Dominic Müller
- Seit 2018: Team Alpin (ZDF), Rolle: Uli Dobner, Regie: diverse
- 2020: In aller Freundschaft: Nun singet und seid froh[4]
- Seit 2021: Doktor Ballouz (ZDF),[5] Rolle: Dr. Mark Schilling, Regie: diverse
- 2022: Rosamunde Pilcher – Die Elster und der Kapitän

## Theater (Auswahl)
- 2007: Der Hügel von N. Wood, Regie: Marco Štorman (Theater der Jugend, Wien)
- 2007: Die Drehung der Schraube nach H. James, Regie: Wolfgang Türks (Max-Reinhardt-Seminar, Wien)
- 2008: Das Leben ein Traum nach C. de la Barca, Regie: Wolfgang Türks (Max-Reinhardt-Seminar, Wien; Körber Studio Junge Regie, Hamburg)
- 2008: Forelle Stanley von C. Day, Regie: Christine Mattner (Max-Reinhardt-Seminar, Wien)
- 2011: Secret Cinema, Regie: Mia Theil Have & Garrett Moore (Future Cinema London)

## Auszeichnungen
- 2018: Best Actor in a Leading Role für Daniel Fritz beim Moscow Indie Film Festival, für Der Wald
- 2018: Best Actor in a Leading Role für Daniel Fritz beim Five Continents International Filmfestival, Puerto la Cruz, Venezuela, für Der Wald